# Монкукко-Торинезе
Монкукко-Торинезе (итал. Moncucco Torinese) — коммуна в Италии, располагается в регионе Пьемонт, в провинции Асти.
Население составляет 923 человека (2008 г.), плотность населения составляет 63 чел./км². Занимает площадь 14 км². Почтовый индекс — 14024. Телефонный код — 011.
Покровителем населённого пункта считается святой Бернардин Сиенский.

## Демография
Динамика населения:

## Администрация коммуны
- Официальный сайт: http://www.comune.moncucco.asti.it